# Підвальне
Підва́льне (рум. Becești, Бечешть) — село в Україні, у Герцаївській міській громаді Чернівецького району Чернівецької області.

## Історія
З 24 серпня 1991 року село входить до складу незалежної України.
У 2018 році шляхом об'єднання сільських рад, село увійшло до складу Герцаївської міської громади.
До адміністративної реформи 19 липня 2020 року село належало до Герцаївського району, після його ліквідації, увійшло до складу Чернівецького району.

## Населення
За результатами перепису населення України 2001 року населення села становить 730 осіб, з яких румунську мову визнали рідною 99,3% жителів.

### Мова
Розподіл населення за рідною мовою за даними перепису 2001 року:
| Мова       | Кількість | Відсоток |
| ---------- | --------- | -------- |
| румунська  | 725       | 99.32%   |
| українська | 2         | 0.27%    |
| російська  | 3         | 0.41%    |
| Усього     | 730       | 100%     |